# North, Central America and Caribbean Volleyball Confederation
North, Central America and Caribbean Volleyball Confederation är det nordamerikanska volleybollförbundet. Förbundet bildades den 1968 och har sitt högkvarter i Santo Domingo, Dominikanska republiken. De arrangerar nordamerikanska mästerskap för landslag för seniorer (dam/herr), U23 (dam/herr), ungdom [U21] (dam/herr) och junior [U19] (dam/herr). De arrangerar också panamerikanska cupen för landslag tillsammans med Confederación Sudamericana de Voleibol. 
Som i flera andra fall matcher inte gränserna mellan de olika världsdelsförbundet helt de vanliga uppdelningar i världsdelar som görs. Surinam volleybollförbund är medlem av NORCECA trots att landet ligger i Sydamerika, medan Grönlands volleybollförbund är medlem av Confédération Européenne de Volleyball trots att det ligger i Nordamerika.

## Medlemmar
| Kod                                                                | Nation                                               | Federation                                             |
| NCVA (North Central Americas Volleyball Association)               | NCVA (North Central Americas Volleyball Association) | NCVA (North Central Americas Volleyball Association)   |
| ------------------------------------------------------------------ | ---------------------------------------------------- | ------------------------------------------------------ |
| CAN                                                                | Kanada                                               | Volleyball Canada                                      |
| CUB                                                                | Kuba                                                 | Federación Cubana de Voleibol                          |
| DOM                                                                | Dominikanska republiken                              | Confederación Dominicana de Voleibol                   |
| MEX                                                                | Mexiko                                               | Federación Mexicana de Voleibol                        |
| PUR                                                                | Puerto Rico                                          | Federación Puertorriqueña de Voleibol                  |
| USA                                                                | USA                                                  | United States Volleyball Association                   |
| AFECAVOL (Asociación de Federaciones CentroAmericanas de Voleibol) |                                                      |                                                        |
| BIZ                                                                | Belize                                               | Belize Volleyball Association                          |
| CRC                                                                | Costa Rica                                           | Federación Costarricense de Voleibol                   |
| ESA                                                                | El Salvador                                          | Federación Salvadoreña de Voleibol                     |
| GUA                                                                | Guatemala                                            | Federación Guatemalteca de Voleibol                    |
| HON                                                                | Honduras                                             | Federación Hondureña de Voleibol                       |
| NCA                                                                | Nicaragua                                            | Federación Nicaragüense de Voleibol                    |
| PAN                                                                | Panama                                               | Federación Panameña de Voleibol                        |
| ECVA (Eastern Caribbean Zonal Volleyball Association)              |                                                      |                                                        |
| AGU                                                                | Anguilla                                             | Anguilla Volleyball Association                        |
| ANT                                                                | Antigua och Barbuda                                  | Antigua and Barbuda Volleyball Association             |
| BER                                                                | Bermuda                                              | Bermuda Volleyball Association                         |
| DMA                                                                | Dominica                                             | Dominica Volleyball Association                        |
| EUX                                                                | Sint Eustatius                                       | Sint Eustatius Volleyball Association                  |
| MAF                                                                | Saint-Martin                                         | Ligue de Volley-Ball de Saint-Martin                   |
| GRN                                                                | Grenada                                              | Grenada Volleyball Association                         |
| IVB                                                                | Brittiska Jungfruöarna                               | British Virgin Islands Volleyball Association          |
| LCA                                                                | Saint Lucia                                          | St. Lucia Volleyball Association                       |
| MSR                                                                | Montserrat                                           | Montserrat Volleyball Federation                       |
| SAB                                                                | Saba                                                 | Saba Volleyball Association                            |
| SKN                                                                | Saint Kitts och Nevis                                | St. Kitts & Nevis Volleyball Federation                |
| SXM                                                                | Sint Maarten                                         | Sint Maarten Volleyball Association                    |
| VIN                                                                | Saint Vincent och Grenadinerna                       | Saint Vincent and the Grenadines Volleyball Federation |
| CAZOVA (Caribbean Zonal Volleyball Association)                    |                                                      |                                                        |
| ARU                                                                | Aruba                                                | Aruba Volleyball Association                           |
| BAH                                                                | Bahamas                                              | Bahamas Volleyball Association                         |
| BAR                                                                | Barbados                                             | Barbados Volleyball Association                        |
| BON                                                                | Bonaire                                              | Bonairiaanse Volleyball Bond                           |
| CAY                                                                | Caymanöarna                                          | Cayman Islands Volleyball Federation                   |
| CUW                                                                | Curaçao                                              | Curaçaose Volleyball Bond                              |
| GDP                                                                | Guadeloupe                                           | Ligue Guadeloupe de Volleyball                         |
| HAI                                                                | Haiti                                                | Haiti Volleyball Association                           |
| ISV                                                                | Amerikanska Jungfruöarna                             | US Virgin Island Volleyball Association                |
| JAM                                                                | Jamaica                                              | Jamaica Volleyball Federation                          |
| MQE                                                                | Martinique                                           | Martinique Volleyball Federation                       |
| SUR                                                                | Surinam                                              | Surinaamse Volleyball Bond                             |
| TCI                                                                | Turks- och Caicosöarna                               | Turks & Caicos Volleyball Association                  |
| TRI                                                                | Trinidad och Tobago                                  | Trinidad & Tobago Volleyball Federation                |